# Образцово народно читалище „Заря – 1858“
Образцово народно читалище „Заря – 1858“ е първото и най-голямо читалище в град Хасково. Създадено е преди Освобождението – през 1858 г. от Христодул Вълчев Шишманов, Иванчо Минчев, Христо Златаров (баща на Асен Златаров) и други будни граждани.

## История
ОНЧ „Заря - 1858“ е първото читалище в Южна България и четвъртото по ред у нас. Започва своята културна и просветителска дейност само две години след читалищата в Свищов, Лом и Шумен. От 1870 г. към него работи неделно училище, изнасят се сказки, организират се забави. През 1872 г. мнозина читалищни дейци се включват в тайния революционен комитет, основан в Хасково от Васил Левски.
След Освобождението на сцената на читалището се играят първите театрални представления в Хасково. От 1966 г. културното средище разполага с нова сграда.
Читалищните дейци и днес отдават своята признателност на първоучителите, продължавайки тяхното дело на просветители и поддръжници на българската просвета и култура.

## Дейности
В днешни дни Образцово Народно Читалище „Заря-1858“ в град Хасково продължава да развива мащабна културна и образователна дейност – ето една малка част от нея:
- автоматизирана библиотека, притежаваща над 118 хиляди тома книги, достъп до интернет;
- езикова школа;
- музикална школа „Манол Иванов“;
- школа по приложни изкуства „Колорит“;
- компютърна школа „Вале“;
- представителен смесен хор „Родна песен“;
- клуб по спортни танци „Хасково“;
- балетна формация „Рона“;
- клуб за стари градски песни и шлагери „Ари“.

## Ръководство
- Председател на Читалищното настоятелство – Красимир Кръстев
- Секретар на ОНЧ „Заря-1858“ – Александър Милушев